# Лејдисмит (Висконсин)
Лејдисмит (енгл. Ladysmith) град је у америчкој савезној држави Висконсин.

## Демографија
По попису из 2010. године број становника је 3.414, што је 518 (-13,2%) становника мање него 2000. године.
| Група             | 2000.         | 2010.         |
| Белци             | 3.767 (95,8%) | 3.255 (95,3%) |
| Афроамериканци    | 58 (1,5%)     | 21 (0,6%)     |
| Азијати           | 19 (0,5%)     | 20 (0,6%)     |
| Хиспаноамериканци | 30 (0,8%)     | 53 (1,6%)     |
| Укупно            | 3.932         | 3.414         |